# Anouk Karel
Anouk Karel (25 augustus 1996) is een Nederlands langebaanschaatsster.
In 2018 nam zij deel aan de NK Allround en Sprint en de NK Afstanden op de 500 meter.

## Records

### Persoonlijke records[3]
| Afstand    | Tijd    | Datum            | Baan       |
| ---------- | ------- | ---------------- | ---------- |
| 500 meter  | 39,74   | 28 januari 2018  | Heerenveen |
| 1000 meter | 1.19,76 | 6 januari 2018   | Inzell     |
| 1500 meter | 2.14,02 | 22 oktober 2016  | Inzell     |
| 3000 meter | 4.55,63 | 27 november 2016 | Hoorn      |